# ماچی میووبنسکی
ماچی میووبنسکی (لهستانی: Maciej Miłobędzki؛ زادهٔ ۱۹۵۹) یک معمار اهل لهستان است.
او در سال ۲۰۰۲ میلادی، برندهٔ جایزه افتخاری انجمن معماران لهستان شد.